# 1767 Lampland
Lampland (asteroide 1767) é um asteroide da cintura principal, a 2,7079526 UA. Possui uma excentricidade de 0,1024534 e um período orbital de 1 914,13 dias (5,24 anos).
Lampland tem uma velocidade orbital média de 17,14749632 km/s e uma inclinação de 9,83161º.
Este asteroide foi descoberto em 7 de Setembro de 1962 por Goethe Link Obs..